# Glinka
|  | No s'ha de confondre amb Mikhaïl Glinka. |

Glinka (en ucraïnès: Глінка) és un poble de la República Autònoma de Crimea, a Ucraïna, que el 2014 tenia 646 habitants. Pertany al districte rural de Saki.